# Prefectura de Tanger-Assilah
La prefectura de Tanger-Assilah (en àrab إقليم طنجة أصيلة, iqlīm Ṭanja Aṣīla; en amazic ⵜủⴰⵏⴻⴱⴹⵉⵜ ⵏ ⵟⴰⵏⴶⴰ ⴰⵚⵉⵍⴰ, tamnbaḍt n Tin Iggi-ʾAzīla) és una de les prefectures del Marroc, fins 2015 part de la regió de Tànger-Tetuan i actualment de la nova regió de Tànger-Tetuan-Al Hoceima. Té una superfície de 891 km² i 1.065.501 habitants censats en 2014. La capital és Tànger.

## Divisió administrativa
La prefectura de Tanger-Assilah consta de 3 municipis i 9 comunes:
| Municipis                    | 1994    | 2004    | Taxa de creixement |
| ---------------------------- | ------- | ------- | ------------------ |
| Tànger (M)                   | 494.234 | 669.685 | 35,5 %             |
| Asilah (M)                   | 24.588  | 28.217  | 14,7 %             |
| Gueznaia (M)                 | 1.967   | 3.187   | 62 %               |
| Boukhalef                    | 18.735  | 18.699  |                    |
| Dades obtingudes dels censos |         |         |                    |